# 聖哈辛托 (內華達州)
聖哈辛托（英語：San Jacinto）是位於美國內華達州埃爾科縣的鬼鎮。

## 歷史
聖哈辛托的郵局於1898年設立，其後於1938年停運。

## 地理
聖哈辛托所處的海拔為高於海平面1585米（即5200英呎），而該地所採用的時區為UTC-8，即太平洋时区（PST）。同時該地設有夏令時間，為UTC-8調快一小時，即UTC-7（PDT）。